# Meliboeus angolus
Meliboeus angolus es una especie de escarabajo barrenador metálico del género Meliboeus, familia Buprestidae, orden Coleoptera.

## Taxonomía
Fue descrita por Bellamy en 1998 y publicada en Bellamy C. L. Further replacement names in the family Buprestidae (Coleoptera). African Entomology 6(1):91-99. (1998).